# ترینیتی سنتر (کالیفرنیا)
ترینیتی سنتر (به انگلیسی: Trinity Center) یک منطقهٔ مسکونی در ایالات متحده آمریکا است که در شهرستان ترینیتی، کالیفرنیا واقع شده‌است. ترینیتی سنتر ۱۳٫۵۴۷ کیلومتر مربع مساحت و ۲۶۷ نفر جمعیت دارد و ۷۶۵٫۰۶ متر بالاتر از سطح دریا واقع شده‌است.